# L'occhio del diavolo
L'occhio del diavolo (Djävulens öga) è un film del 1960 diretto da Ingmar Bergman.

## Trama
Il film ha inizio con l'immagine di un pianista che suona una musica di Scarlatti su una tastiera, mentre una didascalia, che riprende un vecchio proverbio irlandese, avverte gli spettatori che 
Intanto si presenta un attore che rivolto al pubblico illustra la commedia.
Nel primo atto appare Belzebù che si lamenta con i suoi due consiglieri per l'orzaiolo causatogli da Britt Marie, figlia di un pastore, che vuole arrivare vergine al matrimonio con il fidanzato Jonas. Dopo il consulto si decide di far ritornare sulla terra Don Giovanni, che sta attualmente scontando la pena che consiste nel desiderare donne che poi scompaiono, per sedurre la ragazza e in cambio gli viene promesso uno sconto sulla pena di trecento anni.
Così Don Giovanni, in compagnia dello scudiero Pablo e di un demone controllore travestito da frate, sale sulla Terra e Belzebù fa in modo che l'auto del padre di Britt si fermi per un guasto meccanico risolto dai due che, in compenso, vengono invitati a cena. Don Giovanni inizia subito a corteggiare Britt mentre Pablo fa la corte alla moglie del pastore che si rivela una donna insoddisfatta. Intanto un gatto nero, metamorfosi del demone che gli permette di controllare meglio, si aggira tra le stanze. Britt intanto accetta i corteggiamenti di Don Giovanni e si lascia baciare.
Nel secondo atto annunciato dall'attore gli ospiti sono accolti nella canonica del pastore a causa di un forte temporale scatenato dal diavolo. Durante la cena Britt si dimostra inquieta perché si rende conto di essere stata presa dal desiderio per Don Giovanni e litiga con il fidanzato. Quando il pastore va a dormire dedica la preghiera della sera alla moglie perché possa superare i suoi problemi, ma la moglie nel frattempo ha accettato la corte di Pablo e si lascia possedere. Il diavolo travestito da frate va a raccontare tutto al pastore che però non vuole credergli e lo chiude in un armadio.
Viene annunciato dall'attore il terzo atto. Si vede Don Giovanni che entra nella stanza di Britt ma, accortosi di amarla, rinuncia a sedurla. Il pastore intanto, seduto sulle scale, vede sua moglie e Pablo uscire dalla camera da letto e ha con lei una spiegazione che porta al perdono. Don Giovanni intanto, raggiunta Britt, le confessa il suo amore, ma la ragazza dice di non amarlo e Don Giovanni ricade all'inferno. Belzebù è costretto ad ammettere che il male è stato sconfitto  e rassegnato dice: "Le potenze celesti ci hanno sconfitto".
Prima che cali il sipario un diavolo fa ascoltare al pubblico quello che accade sulla terra: Britt, con una bugia che ricompone l'equilibrio, dice al marito Jonas che non ha mai baciato nessuno prima di lui e l'orzaiolo scompare dall'occhio del diavolo.

## Produzione
Ventiduesimo film di Bergman venne definito dall'autore un "rondò capriccioso". Negli archivi della Svensk Filmindustri era conservato il testo di una vecchia riduzione teatrale intitolata Il ritorno di Don Giovanni. Bergman fu quasi obbligato dal produttore Allan Ekelund a utilizzarla per realizzare questo film, in cambio del finanziamento del precedente La fontana della vergine, fortemente voluto dall'autore.
In questo film, Bergman si serve per l'ultima volta di Gunnar Fischer come direttore della fotografia. Proprio durante le riprese i due litigarono e, nei film successivi, a sostituire Fischer venne chiamato l'emergente Sven Nykvist.

## Titoli con cui è stato distribuito
- Djævelens øje, Danimarca
- Ein Ha-Satan, Israele (titolo ebraico)
- Die Jungfrauenbrücke, Svizzera, (titolo tedesco)
- To mati tou diavolou, Grecia
- L'oeil du diable, Francia
- El ojo del diablo, Argentina
- O Olho do Diabo, Portogallo
- Paholaisen silmä, Finlandia, 31 marzo 1961
- Das Teufelsauge, Germania Ovest
- The Devil's Eye, USA, 30 ottobre 1961 (New York)